# Endothenia menthivora
Endothenia menthivora es una especie de polilla del género Endothenia, categorizada en la tribu Olethreutini, de la subfamilia Olethreutinae.

## Distribución
Se distribuye por Japón.

## Taxonomía
Fue descrita por Oku en 1963 y publicada en (Alloendothenia), Insecta Matsum. 26: 104.